# Euhesma coppinensis
Euhesma coppinensis là một loài Hymenoptera trong họ Colletidae. Loài này được Exley mô tả khoa học năm 1998.